# Землетрус 12 червня 2006 року (Юфу)
Землетрус Сейба (яп. 大分県西部地震) — землетрус у 6,2 балів за шкалою Ріхтера, що стався 12 червня 2006 року о 05:00 годині ранку за японським часом у місті Юфу префектури Ойта. Постраждало 8 осіб.